# Gary Trowell
Gary Trowell (nascido em 10 de abril de 1959) é um ex-ciclista australiano que competiu nos Jogos Olímpicos de Verão de 1984, representando a Austrália.